# Список сеньоров, баронов, маркизов и герцогов д’Эльбёф

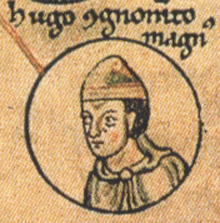
Гуго Великий (граф Вермандуа)

Герб Роберта де Бомон, графа де Мёлан

Герб дома д’Аркур

Герб графов де Водемон

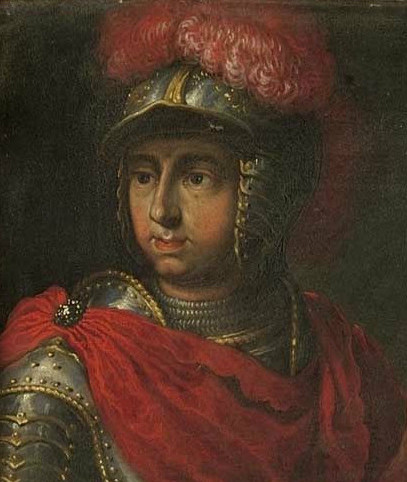
Антуан де Водемон

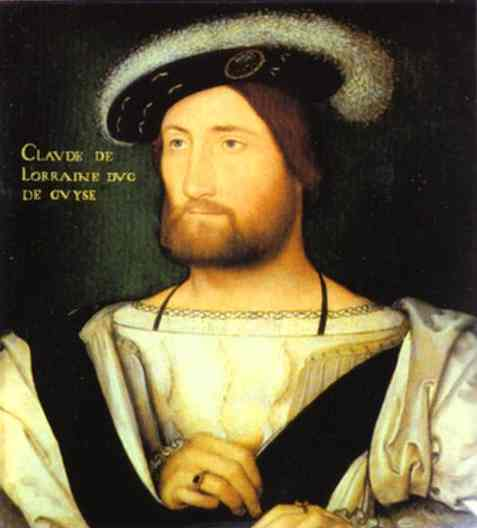
Клод де Гиз

Герб Клода Лотарингского, барона д’Эльбёфа, затем графа и герцога де Гиза

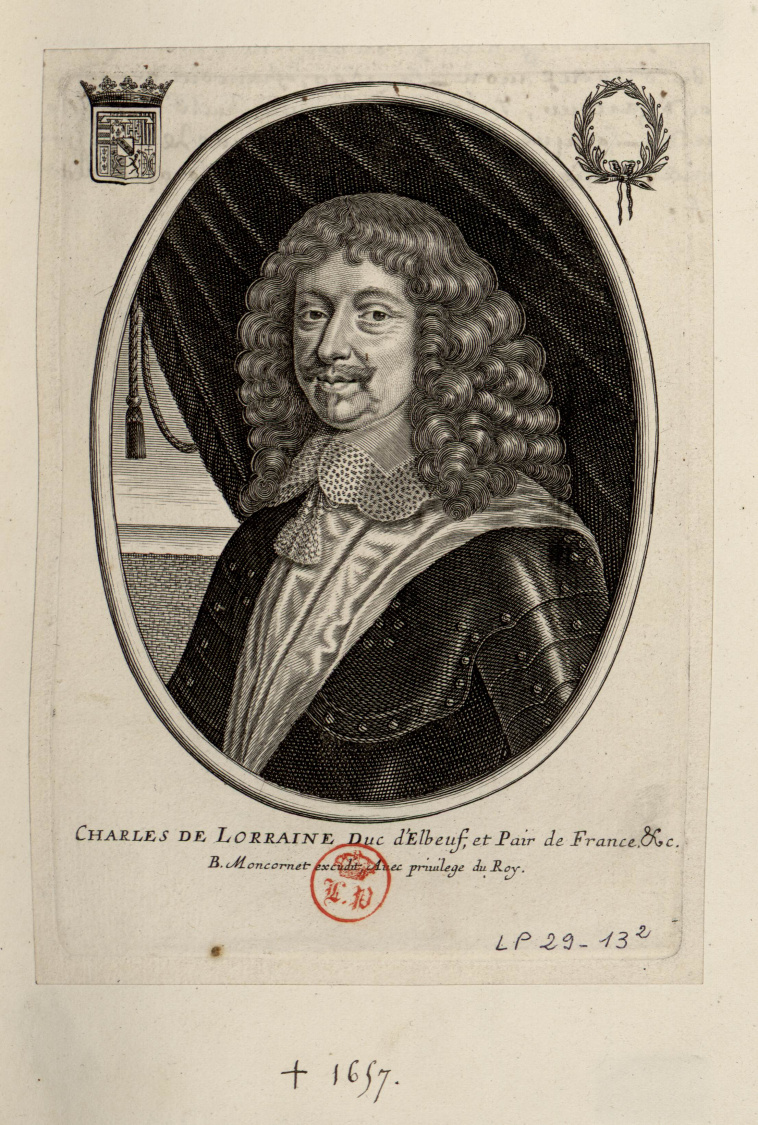
Шарль II де Гиз, герцог д’Эльбёф

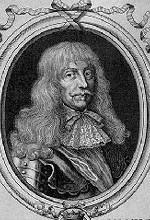
Шарль де Гиз, герцог д’Эльбёф

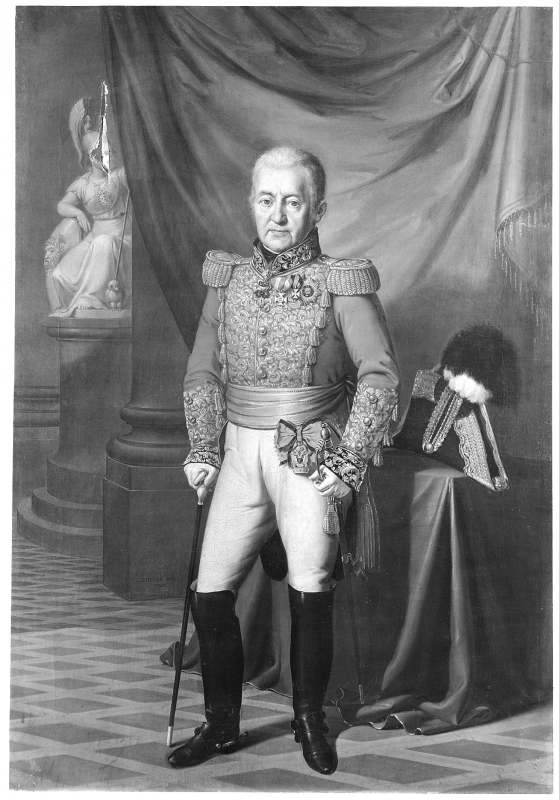
Шарль Эжен Лотарингский, принц де Ламбеск, последний герцог д’Эльбёф

Титул графа д’Эльбёф был создан в 1338 году королем Франции Филиппом VI Валуа для Жана д’Аркура (ум. 1346). Его потомки владели графством д’Эльбёф до смерти в 1452 году Жана VII д’Аркура (1369—1452). Его старшая дочь, Мария д’Аркур (1398—1476), стала женой с 1416 года Антуана де Водемона (1400—1458), графа де Водемона и сеньора де Жуанвиля (1418—1458), который унаследовал от супруги графство д’Эльбёф. Позднее графство стала собственностью династии Гизов из Лотарингского дома. Рене д’Эльбёф (1536—1566), барон д’Эльбёф с 1550 года, получил титул 1-го маркиза д’Эльбёфа с 1554 года. Рене д’Эльбёф был сыном Клода Лотарингского, 1-го герцога де Гиза, и основателем нового дома. Ему наследовал его сын, Шарль I д’Эльбёф (1556—1605), в 1582 году получил титул 1-го герцога д’Эльбёфа. Его старший сын, Шарль II де Гиз (1596—1657), в 1619 году женился на Екатерине Генриетте де Бурбон (1596—1663), мадемуазель де Вандом, внебрачной дочери короля Франции Генриха IV Бурбона и его фаворитки Габриэль д’Эстре.
Эммануэль Морис Лотарингский, 5-й герцог д’Эльбёф (1677—1763), служил на военной службе в Германии и Италии. Проживал в Неаполе и построил для себя виллу на окраине города Портичи («villa d’Elbeuf»). В 1719 году Эммануэль Морис Лотарингский обнаружил руины древнеримского города Геркуланума.
После смерти Эммануэля Мориса Лотарингского в 1763 году титул герцога д’Эльбёф унаследовал его двоюродный брат, Шарль Эжен Лотарингский (1751—1825), более известный под именем принц Ламбеск.

## Сеньоры д’Эльбеф

### Дом Вексен
- 1025—1035: Дрого, граф де Вексен и де Амьен (996—1035), второй сын Готье II Белого и его жены Адели
- 1035—1063: Готье III, граф Амьена, Вексена и Мэна (1030—1063), сын предыдущего
- 1063—1074: Рауль IV, граф де Валуа, граф Амьена и Вексена (ум. 23 февраля 1074), старший сын Рауля III (II) де Мант и Адель (Алисы) де Бретёй. Племянник Дрого Мантского.
- 1074—1077: Симон, граф де Валуа, де Вексен и Амьена (1048—1080), второй сын графа Рауля III (IV) Великого и графини Аэлис де Бар-сюр-Об.

### Дом Вермандуа
- 1077—1080: Герберт IV де Вермандуа (1032—1080), граф де Вермандуа и де Валуа. Сын графа Эда де Вермандуа (ум. 1045). Был женат на Аделаис де Валуа, дочери Рауля IV, графа Амьена, Валуа, Крепи, Витри и Вексена

### Дом Капетингов-Вермандуа
- 1080—1096: Гуго Великий, граф де Вермандуа и де Валуа (1057 — 18 октября 1102), младший сын короля Франции Генриха I и Анны Ярославны Киевской. Был женат на Аделаиде де Вермандуа (ок. 1062—1122), дочери Герберта IV де Вермандуа и Аделаис де Валуа.

### Дом Бомон-Мёлан
- 1096—1118: Роберт I де Мёлан (1049 — 5 июня 1118), граф де Мёлан и граф Лестер (с 1107 года). Был женат на Елизавете де Вермандуа (1085—1131), дочери Гуго Великого, графа Вермандуа, и Аделаиды де Вермануда
- 1118—1166: Галеран IV де Мёлан (1104 — 9 апреля 1166), второй сын предыдущего
- 1166—1204: Роберт II, граф де Мёлан (ум. 16 августа 1204), старший сын предыдущего
- 1182—1191: Галеран V, граф де Мёлан (ум. 1191), старший сын предыдущего и Матильды Корнуэльской.

### Дом д’Аркур
- 1204—1212: Роберт II д’Аркур (ум. 1212), сеньор д’Аркур, старший сын Гийома д’Аркура. Был женат на Жанне де Мёлан, дочери Роберта II де Мёлана
- 1212—1239: Ричард д’Аркур (ум. 1239), единственный сын предыдущего
- 1239—1265: Жан I д’Аркур (1199 — 5 ноября 1288), старший сын предыдущего. В 1265 году сеньория д’Эльбеф была возведена в ранг баронства.

## Бароны д’Эльбеф

### Дом д’Аркур
- 1265—1288: Жан I д’Аркур (1199 — 5 ноября 1288), старший сын Ричарда д’Аркур
- 1288—1302: Жан II д’Аркур (1240 — 21 декабря 1302), сын предыдущего и Алисы де Бомон
- 1302—1329: Жан III д’Аркур (ум. 9 ноября 1329), единственный сын предыдущего
- 1329—1346: Жан IV д’Аркур (ум. 26 августа 1346), старший сын предыдущего
- 1346—1355: Жан V д’Аркур (1320 — 5 апреля 1356), старший сын предыдущего
- 1355—1389: Жан VII д’Аркур (1 декабря 1342 — 28 февраля 1389), второй сын предыдущего
- 1389—1419: Жан VII д’Аркур (1369 — 18 декабря 1452), второй сын предыдущего.

### Английская оккупация
- 1419—1421: Томас Ланкастер (30 сентября 1388 — 22 марта 1421), герцог Кларенс, второй сын короля Англии Генриха IV
- 1421—1425: Джон Ланкастер (20 июня 1389 — 14 сентября 1435), герцог Бедфорд, третий сын короля Англии Генриха IV, младший брат предыдущего
- 1425—1426: Томас Бофорт (январь 1377 — 27 декабря 1426), герцог Эксетер, сводный брат короля Англии Генриха IV
- 1426—1444: Джон Бофорт (1404 — 27 мая 1444), герцог Сомерсет, второй сын Джона Бофорта, 1-го графа Сомерсета, племянник предыдущего.

### Дом д’Аркур
- 1444—1452: Жан VII д’Аркур (1339 — 18 декабря 1452), второй сын Жана VII д’Аркура

### Дом Водемон
- 1452—1458: Антуан де Водемон (1393—1458), граф де Водемон, единственный сын Ферри Лотарингского, графа де Водемона. Был женат на Марии д’Аркур, дочери Жана VII
- 1458—1472: Жан де Водемон (ум. 1472), граф д’Омаль и барон д’Эльбеф (Жан VIII), второй сын предыдущего. После смерти бездетного Жана де Водемона баронство д’Эльбеф унаследовал его племянник, Рене II, герцог Лотарингский.

### Дом Лоррен-Водемон
- 1472—1508: Рене II Лотарингский (2 мая 1451 — 10 декабря 1508), герцог Лотарингии, граф де Водемон, барон д’Эльбеф (Рене I), племянник Жана де Водемона. Второй сын Ферри II, графа де Водемона (1417/1428 — 1470), и его супруги Иоланды Анжуйской. Герцог Лотарингии Рене передал Эльбеф и другие свои владения во Франции своему младшему сыну, Клоду Лотарингскому, ставшему позднее графом, а затем 1-м герцогом де Гиз.

### Дом Лоррен-Гиз
- 1508—1550: Клод Лотарингский (20 октября 1496 — 12 апреля 1550), граф д’Омаль (1508), титулярный граф де Гиз (1508—1520), граф де Гиз (1527), барон д’Эльбёф, де Майенн и де Жуанвиль (1508), герцог де Гиз (1528), пэр Франции (1528). Пятый сын Рене II (1451—1508), герцога Лотарингии (1473—1508)
- 1550—1554: Рене II д’Эльбеф (14 августа 1536 — 14 декабря 1566), младший сын предыдущего. В 1554 году баронство д’Эльбеф было возведено в ранг маркизата.

## Маркизы д’Эльбеф

### Дом Лоррен-Гиз
- 1554—1566: Рене II д’Эльбеф (14 августа 1536 — 14 декабря 1566), младший сын Клода Лотарингского, 1-го герцога де Гиза
- 1566—1582: Шарль I д’Эльбёф (18 октября 1556 — 4 августа 1605), единственный сын предыдущего. В 1582 маркизат д’Эльбёф был возведен в ранг герцогства.

## Герцоги д’Эльбеф

### Дом Лоррен-Гиз
- 1582—1605: Шарль I д’Эльбёф (18 октября 1556 — 4 августа 1605), единственный сын Рене II д’Эльбефа
- 1605—1657: Шарль II д’Эльбёф (5 ноября 1596 — 5 ноября 1657), старший сын предыдущего. Шарль II предоставил Лиллебонн своему младшему сыну, Франсуа-Мари (1624—1694), который стал известен как принц де Лиллебонн. А его старший сын, Шарль де Гиз унаследовал титул герцога д’Эльбёфа
- 1657—1692: Шарль III д’Эльбёф (1620 — 4 мая 1692), старший сын предыдущего
- 1692—1748: Генрих д’Эльбеф (7 августа 1661 — 17 мая 1748), старший сын предыдущего от второго брака
- 1748—1763: Эммануэль Морис д’Эльбеф (30 декабря 1677 — 17 июля 1763), младший брат предыдущего
- 1763—1825: Карл-Евгений Лотарингский (25 сентября 1751 — 2 ноября 1825), принц де Ламбеск и граф де Брионн (1761), последний герцог (6-й) д’Эльбёф (1763). Старший сын Луи Лотарингского (1725—1761), принца де Ламбеска и графа де Бриона (1743—1761), и Луизы де Роган (1734—1815).